# Clemens Jabloner
Clemens Jabloner (Viena, 28 de noviembre de 1948) es un jurista y político austriaco que se desempeñó como Vicecanciller y Ministro de Justicia de su país bajo el gobierno tecnócrata encabezado por la canciller Brigitte Bierlein entre 2019 y 2020. Anteriormente se desempeñó como Presidente del Tribunal Supremo Administrativo de 1993 a 2013, así como profesor de jurisprudencia en la Universidad de Viena.